# Eugenius II
Eugenius II, född okänt, död 27 augusti 827, var påve från den 11 maj 824 till sin död, 27 augusti 827.

## Biografi
I äldre utgåvor av Liber Pontificalis uppges Eugenius vara son till en Boemund, men den uppgiften utelämnas i de senare utgåvorna. Han var före utnämningen till påve ärkepräst av Santa Sabina, och skall i den egenskapen ha utsmyckat sin kyrka med många mosaiker och metallsmiden på vilka hans namn ännu kunde läsas på 1500-talet.
Eugenius valdes som adelspartiets kandidat till påve den 5 juni 824; adelspartiet hade flyttat fram sina positioner under företrädaren, och sökt stöd hos frankerna. Eugenius utnämning erkändes av kejsar Ludvig den fromme, och han sände sin son Lothar till Rom i triumf över att frankerna härigenom stärkt sin ställning och för att stärka detta ytterligare. De adliga romare som flytt till Frankerriket kunde genom denna påveutnämning återvända och Eugenius återlämnade deras egendomar som hade konfiskerats.
Lothar lyckades år 824 med påven och befolkningen nå en uppgörelse, Constitutio Romana, som reglerade Kyrkostatens förvaltning. Påvevalet skulle enligt denna förrättas av prästerskapet och adeln, men före sin konsekration skulle den nyvalde påven i närvaro av ett kejserligt sändebud svära kejsaren trohet; detta var analogt med att påven tidigare vänt sig till Bysantinska rikets kejsare för godkännande. Vidare fastslogs att alla folkslag skulle dömas i civilmål enligt deras egen författning (romersk rätt, salisk lag, langobardisk lag), samt att de som stod under påvens eller kejsarens beskydd var okränkbara. Rättvisan skulle utdömas av två kommissioner (missi), en påvlig och en kejserlig. Fastän Constitutio Romana gav kejsaren vittgående maktbefogenheter, fastslog den också att alla lydde under påven.
Ludvig inverkade inte i någon högre grad på den påvliga politiken; under den så kallade bildstriden intog kurian en annan ställning än kejsardömet, och i rent kyrkligt avseende betecknar Eugenius II:s pontifikat snarast ett ytterligare steg i påvedömets emancipation från den kejserliga överhögheten. 
På en synod i Rom 826 vidtogs på kurians föranstaltande viktiga åtgärder för att höja prästerskapets bildning och sedlighet. Bland annat fastslogs att obildade biskopar och präster skulle suspenderas tills de skaffat sig erforderlig utbildning, och att katedralskolor skulle upprättas för utbildning i teologi och politik. Från Eugenius finns också ett brev till Ansgar, Nordens apostel. 
Med hänsyftning till traditionen förmodas Eugenius ha blivit begravd i Peterskyrkan.

### Övriga källor
- Kinder, Hermann och Hilgemann, Werner, Tidens världshistoria 1, Stockholm: Tidens förlag 1981, s. 125